# Niclas Dühring
Niclas Dühring (* 15. Januar 2004 in Lüneburg) ist ein deutscher Fußballspieler. Der linke Außenverteidiger spielt derzeit beim Karlsruher SC.

## Karriere

### Verein
Dühring begann in seiner Heimat beim SV Scharnebeck mit dem Fußballspielen. Als 13-Jähriger wechselte er in das Nachwuchsleistungszentrum von Borussia Dortmund und durchlief dort die Jugendmannschaft. 2022 wurde er mit der U-19-Mannschaft von Dortmund deutscher A-Jugendmeister, wenngleich er im Finale gegen Hertha BSC Berlin nicht im Kader stand. Anschließend schloss er sich dem FC St. Pauli an, wo er für die zweite Mannschaft in der Regionalliga auflief. 2024 unterzeichnete er beim FC Ingolstadt 04 seinen ersten Profivertrag. Seinen ersten Einsatz in der 3. Liga hatte er am 10. August 2024 bei der 1:2-Niederlage gegen die SpVgg Unterhaching. Nach insgesamt 12 Spielen in der Liga und drei weiteren in DFB- und Bayern-Pokal für Ingolstadt wechselte Dühring im Sommer 2025 zum Zweitligisten Karlsruher SC.

## Titel
- Deutscher A-Junioren-Meister: 2022 (Borussia Dortmund)